# Hermann Haller (Mediziner)
Hermann Günther Haller (* 17. April 1953 in Stuttgart) ist ein deutscher Internist mit Schwerpunkt Nephrologie.

## Leben
Hermann Haller wurde 1985 an der Freien Universität Berlin zum Thema Wirkung von Angiotensin II auf den Regelkreis ACTH–Cortisol promoviert. 1999 nahm er den Ruf auf die C4-Professur für Nephrologie an der Medizinischen Hochschule Hannover (MHH) an und Leiter der Abteilung Nephrologie der MHH. Darüber hinaus war er vom 22. Januar 2006 bis zum 30. September 2011 Studiendekan für den Studiengang Humanmedizin und führte in dieser Zeit den Modellstudiengang HannibaL ein. Darüber hinaus bekleidete Hermann Haller das Amt des Vorsitzenden der Deutschen Hochdruckliga und ist ein von der European Society of Hypertension (ESH) anerkannter Hypertoniespezialist.
Seine Abteilung beschäftigt sich verstärkt mit nierentransplantierten Patienten und dem Versuch, die Organabstoßung zu verhindern.
Zusammen mit Danilo Filser und Bernd Grabensee ist er Schriftleiter der Fachzeitschrift „Der Nephrologe“.
1994 erhielt Haller den Franz-Volhard-Preis der Deutschen Gesellschaft für Nephrologie, 2022 deren Franz-Volhard-Medaille.
2021 wurde Hermann Haller als Mitglied in die Nationale Akademie der Wissenschaften Leopoldina aufgenommen. Seit 2011 ist er Ehrenprofessor der Huazhong University of Science and Technology, in Wuhan.

## Werke
- Hyperglykämie und Hyperinsulinämie, wichtige Faktoren in der Pathogenese der diabetischen Angiopathie. Urban & Vogel, München 1994. ISBN 3-86094-042-2